# Sea Life Sydney Aquarium
Sea Life Sydney Aquarium is een openbaar aquarium in Sydney in de Australische deelstaat New South Wales. Sea Life Sydney Aquarium bevindt zich in een gebouwencomplex aan Darling Harbour naast Wild Life Sydney Zoo, dat tot dezelfde organisatie behoort.

## Geschiedenis
Het aquarium werd in 1988 geopend als Sydney Aquarium. In 1991 werd een deel voor Australische zeeleeuwen en zeeberen geopend. Het Groot Barrièrerif-complex werd in 1998 geopend. De zeeleeuwen en zeeberen verlieten Sydney Aquarium in 2008 en hun verblijf werd omgebouwd tot "Dugong Island" voor de permanente opvang van de doejongs Pig en Wuru, die als wees waren gered. In 2012 werd na verandering van eigenaar het aquarium hernoemd tot Sea Life Sydney Aquarium. In 2016 werd "Penguin Expedition" geopend, waarin de bezoekers met een bootje door een verblijf met subantarctische pinguïns gaan.

## Beschrijving
Sea Life is thematisch ingedeeld. "South Coast Shipwreck" vormt het eerste gedeelte en verblijven en aquaria voor onder meer dwergpinguïns, inktvissen en zeepaardjes. "Jurassic Seas" richt zich op de evolutie van de waterdieren met onder andere zeeanemonen, prikken, slijkspringers, Australische longvissen, axolotls en Arafura-wrattenslangen. "Dugong Island" en "Shark Valley" zijn de twee grootste delen van Sea Life met grote bassins voor respectievelijk doejongs en verschillende soorten haaien. In "Penguin Expedition" zijn ezels- en koningspinguïns ondergebracht. "Great Barrier Reef" vormt het laatste themagebied van Sea Life.